# Lenape
I lenape, leni lenape, lenni lenape o, più comunemente delaware (come venivano chiamati dagli europei) sono un popolo nativo americano che, allorché i primi coloni bianchi europei misero piede sulla costa atlantica del continente nordamericano, costituiva una confederazione tribale insediata nell'attuale Stato della Pennsylvania. Fu dunque uno dei primi gruppi a intrattenere relazioni con i nuovi arrivati d'oltreoceano.
Il gruppo dei lenape, o delaware, era chiamato "nonno" per la sua capacità di risolvere le dispute intertribali e, malgrado l'ostilità per i coloni bianchi, preferì la via dell'accordo con essi allo scontro, a causa dell'evidente superiorità tecnologica mostrata da quelli.

## Storia

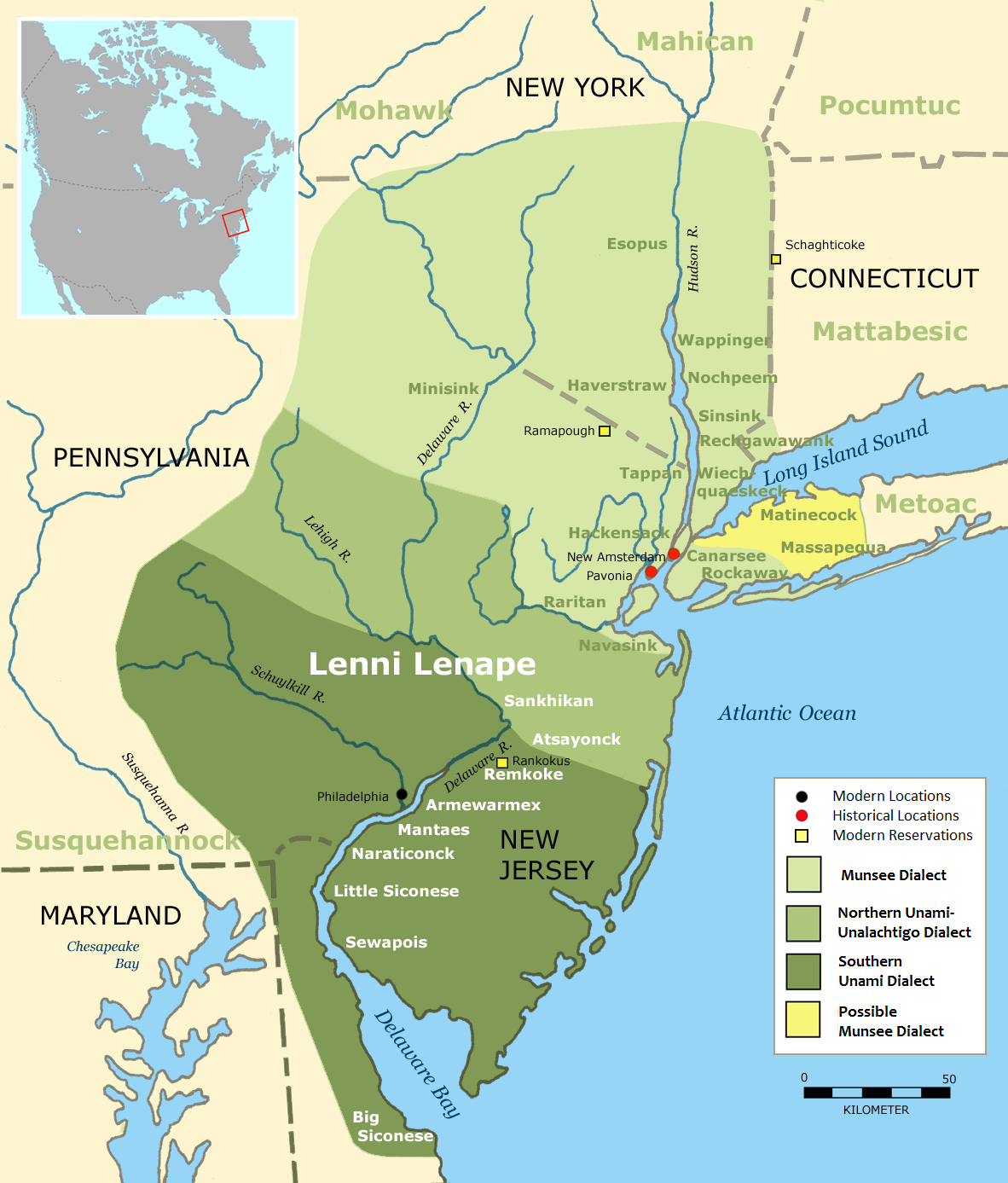
Il territorio dei lenape, noto come Lenapehoking, nei secoli XVI e XVII.

Il loro originale nome di lenape – che negli idiomi algonchini significa "il popolo" – cedette il posto a quello di delaware a causa dell'arrivo nel Nord America di Thomas West Delaware, nominato governatore della colonia inglese della Virginia dalla regina Elisabetta I per riportare l'ordine nell'area dopo gli incidenti provocati dai soldati giunti nel 1608 al seguito del capitano John Smith (che intendeva scoprire le sorgenti del fiume Chickahomini). Costoro, accolti in modo relativamente benevolo dai nativi grazie all'intercessione di Pocahontas – figlia del capo Powhatan della tribù dei Potomac – avevano ringraziato, al rimpatrio di Smith causato da alcune gravi ferite riportate nel corso delle sue esplorazioni, con prepotenze di vario genere ed erano pertanto stati attaccati dai Lenape.
Delaware agì con saggezza e umanità ma rimase in carica soltanto pochi mesi prima di tornare in patria. Se la situazione degenerò con i suoi successori, tanto bastò comunque per far chiamare con il suo nome la confederazione dei lenape della Pennsylvania.
Il primo accordo firmato con il governo statunitense risale al 17 settembre 1778, ma ciò non evitò fastidi e angherie alla confederazione, tanto da indurla ad abbandonare i propri luoghi natii della Virginia e della Pennsylvania alla volta dell'Ohio, dell'Indiana, del Kansas, del Missouri e dell'Oklahoma. Piccoli gruppi di delaware si insediarono anche in Texas e in Canada per sfuggire alle persecuzioni statunitensi.
Nel XXI secolo occupano due riserve, chiamate rispettivamente The Delaware Nation at Moraviantown e The Munsee-Delaware Nation, nell'Ontario canadese.